# Понтекијузита (Мачерата)
Понтекијузита (итал. Pontechiusita) насеље је у Италији у округу Мачерата, региону Марке.
Према процени из 2011. у насељу је живело 43 становника. Насеље се налази на надморској висини од 455 м.